# Ронкаро
Ронкаро (итал. Roncaro) — коммуна в Италии, находится в регионе Ломбардия, в провинции Павия.
Население составляет 1026 человек (2008), плотность населения составляет 256 чел./км². Занимает площадь 4 км². Почтовый индекс — 27010. Телефонный код — 0382.
Покровителем коммуны почитается святой архангел Михаил, празднование во второе воскресенье мая.

## Демография
Динамика населения:

## Администрация коммуны
- Официальный сайт: